# Je bouquine
Je bouquine est un magazine culturel s'adressant aux collégiens, consacré à la littérature des adolescents. Il est né en 1984, au sein du groupe Bayard Presse.

## Description
Après le succès de J'aime lire, Bayard a créé Je bouquine pour les collégiens. Depuis le groupe a également créé le magazine J'aime lire Max pour un lectorat situé entre J'aime lire et Je bouquine (9-13 ans).
Je bouquine propose chaque mois : 
- Un roman inédit généralement écrit par les grandes plumes de la littérature jeunesse et adulte :  Alice de Poncheville, Yves Grevet, Orianne Charpentier, Fabrice Colin, Marie Desplechin, Malika Ferdjoukh, Hervé Jubert. Tous les genres littéraires sont abordés du policier à la science-fiction, en passant par l'humour, l'aventure, la vie quotidienne et le roman psychologique ;
- Un dossier littéraire complet. Un « chef-d’œuvre » de la littérature adapté en BD accompagné d’une présentation complète de son auteur – Alexandre Dumas, Charles Dickens, Jules Verne ;
- Un magazine culturel consacré à l'actualité des livres, du cinéma et de la musique. Le magazine se veut guide culturel pour les collégiens, et les entraînent à développer leur sens critique, en les faisant écrire et débattre autour de leurs coups de cœur ;
- Des bandes dessinées (Le journal d'Henriette de Dupuy-Berberian , James Bonk de Manu Boisteau...) ;
- Le feuilleton Marion de Fanny Joly et Catel Muller ;
- Une expérience inédite d'écriture collective, le Collège de la Lune Verte, écrite par les lecteurs, animée par la rédaction, dans le magazine et sur le blog. Ce feuilleton d'écriture n'est désormais plus géré par la rédaction de Je bouquine mais a été repris par un groupe d'adolescents passionnés.

Depuis janvier 2008, Je bouquine fonctionne comme un bi-média, avec un blog entièrement consacré à la culture et à l'écriture des adolescents.  Aujourd'hui, ce blog réunit les auteurs adolescents, autour de l'écriture d'un feuilleton, des poèmes, des autoportraits et de nouvelles, mais aussi autour de chroniques de livres et de disques.
Le magazine organise chaque année, un concours d'écriture très suivi par le milieu scolaire : le concours « Jeunes écrivains » propose aux 10-15 ans, d'écrire la suite d'un texte entamé par l'une des grandes plumes de la littérature française contemporaine. Entre autres, Jean-Paul Dubois, Tatiana de Rosnay, Philippe Claudel, Daniel Pennac, Erik Orsenna, Patrick Chamoiseau ou encore Bernard Clavel ont ainsi présidé ce concours depuis la fin des années 1980. À l'occasion du passage à l'an 2000, la rédaction a proposé un récit à compléter de Marie-Aude Murail traversant les deux millénaires, La Légende (édité ultérieurement par Bayard sous deux titres successifs : D'amour et de sang puis 2000 ans pour s'aimer). Jusqu'à 16 000 collégiens ont pu participer à ce grand concours d'écriture.
De juin 2014 à septembre 2015, Je bouquine n'est plus disponible en kiosques mais uniquement par abonnement, en raison de la baisse des ventes. En septembre 2015, un an après, le magazine réapparaît dans les kiosques avec le numéro 379.
En septembre 2015 (numéro 379), Je bouquine fait l'objet d'un important changement de formule. Il propose ainsi : 
- Un dossier (environ un tiers du magazine) portant sur un thème précis (celui de septembre 2015 était la rentrée des classes). Une nouvelle inédite, remplaçant le roman, appartient au dossier et en respecte donc le thème. Il propose des critiques littéraires ou cinématographiques, ainsi qu'un extrait de texte littéraire, en rapport avec le sujet abordé.
- Un guide culturel (musique, livres et cinéma).
- Un récit biographique de deux pages sur une personnalité (Zep, Michael Jackson, Malala...).
- Le feuilleton Marion de Fanny Joly et Catel Muller.
- Des bandes dessinées, un espace Graphic Book d'une douzaine de pages destiné à la détente.

## Succès éditoriaux
Daniel Pennac y a écrit ses Kamo. Patrick Modiano et Sempé y ont publié Catherine Certitude, et Patrick Süskind L'Histoire de monsieur Sommer. 
Anna Gavalda, Marie-Aude Murail, Malika Ferdjoukh ou Marie Desplechin sont des collaboratrices régulières. 
Pour adapter en bande dessinée les classiques de la littérature ou pour illustrer les romans, la revue a fait appel depuis ses débuts à des grands noms de la bande dessinée et de l'illustration dont Caza, Paul Gillon (Black-Panache, le hors-la-loi), Frank Le Gall (Pinocchio, Le Kid en cavale, Rikki-Tiki-Tavi et Ali Baba et les Quarante Voleurs), François Avril, Stanislas Barthélémy, Yves Chaland, Michel Pierret, Dupuy-Berberian, Jacques de Loustal, Serge Clerc, Jean-Claude Götting, Jean-Louis Floch, André Juillard, Joann Sfar et Catel.
Le personnage du Nabuchodinosaure y est apparu pour la première fois en 1989. 
Quelques titres de la collection, réédités en livre de poche, se retrouvent dans la liste des livres sélectionnés par le ministère de l'Éducation nationale : Le roi du jazz d'Alain Gerber, Minuit-Cinq de Malika Ferdjoukh, Les chats de Marie-Hélène Delval et François Roca, Le prince des apparences de Catherine Zarcate et Elene Usdin, Rêves amers de Maryse Condé et Bruno Pilorget, etc.